# WTA Orlando
Das WTA Orlando (offiziell: Chrysler Championships) war ein Tennisturnier der WTA Tour, das in Orlando, Florida ausgetragen wurde.

## Siegerliste

### Einzel
| Jahr | Siegerin            | Finalgegnerin       | Ergebnis |
| ---- | ------------------- | ------------------- | -------- |
| 1974 | Martina Navrátilová | Julie Heldman       | 7:6, 6:4 |
| 1975 | Chris Evert         | Martina Navrátilová | kampflos |
| 1980 | Martina Navratilova | Tracy Austin        | 6:2, 6:4 |
| 1981 | Martina Navratilova | Andrea Jaeger       | 7:5, 6:3 |
| 1982 | Martina Navratilova | Wendy Turnbull      | 6:2, 7:5 |
| 1983 | Martina Navratilova | Andrea Jaeger       | 6:1, 7:5 |
| 1984 | Martina Navratilova | Laura Arraya        | 6:0, 6:1 |
| 1985 | Martina Navratilova | Katerina Maleewa    | 6:1, 6:0 |

### Doppel
| Jahr | Siegerinnen                          | Finalgegnerinnen                | Ergebnis      |
| ---- | ------------------------------------ | ------------------------------- | ------------- |
| 1974 | Françoise Dürr Betty Stöve           | Rosie Casals Billie Jean King   | 6:3, 6:7, 6:4 |
| 1975 | Rosie Casals Wendy Overton           | Chris Evert Martina Navrátilová | kampflos      |
| 1981 | Martina Navratilova Pam Shriver      | Rosie Casals Wendy Turnbull     | 6:1, 7:6      |
| 1982 | Rosie Casals Wendy Turnbull          | Kathy Jordan Anne Smith         | 6:3, 6:3      |
| 1983 | Billie Jean King Anne Smith          | Martina Navratilova Pam Shriver | 6:3, 1:6, 7:6 |
| 1984 | Claudia Kohde-Kilsch Hana Mandlíková | Anne Hobbs Wendy Turnbull       | 6:0, 1:6, 6:3 |
| 1985 | Martina Navratilova Pam Shriver      | Elise Burgin Kathleen Horvath   | 6:3, 6:1      |